# Orchidantha stercorea
Orchidantha stercorea är en enhjärtbladig växtart som beskrevs av H.Ð.Tr?n och Škorni?k. Orchidantha stercorea ingår i släktet Orchidantha och familjen Lowiaceae. Inga underarter finns listade.